# Gościno
Gościno [ɡɔɕˈt͡ɕinɔ] (deutsch Groß Jestin) ist eine Stadt im Powiat Kołobrzeski in der Woiwodschaft Westpommern. Die Gmina Gościno ist eine Stadt- und Landgemeinde, die ihren Sitz in Gościno hat.

## Geographische Lage
Die Ortschaft liegt in Hinterpommern, etwa vierzehn Kilometer südöstlich von Kołobrzeg (Kolberg) und hundert Kilometer nordöstlich von Stettin.
|  |

## Stadt

### Geschichte

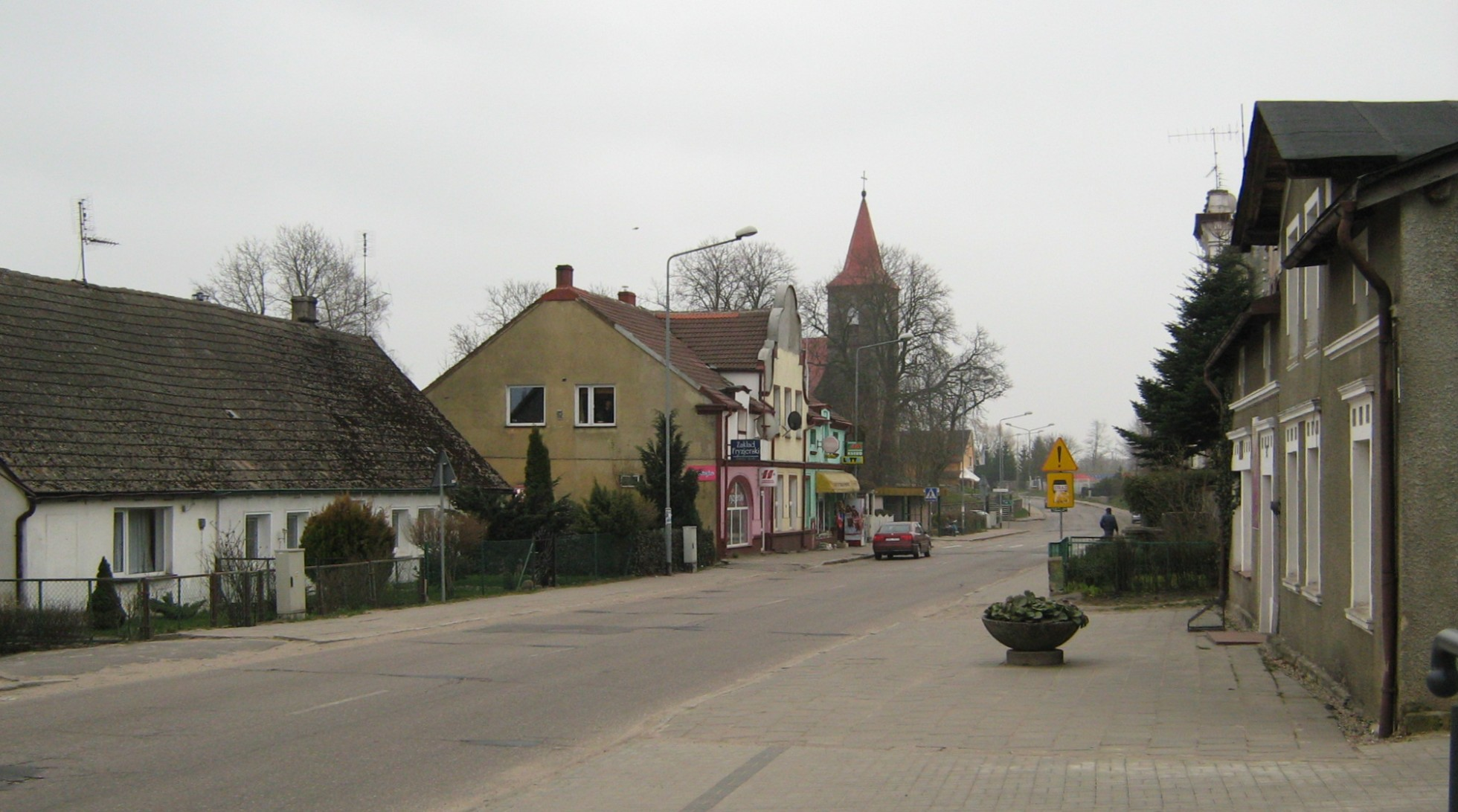
Straßenbild in Gościno (Groß Jestin)

Die erste urkundliche Erwähnung von Groß Jestin stammt aus dem Jahre 1238. Damals bestätigte Papst Gregor IX. dem Johanniterorden den Besitz von drei Ordenshäusern, die ein verstorbener pommerscher Fürst Ratibor und dessen Sohn Bogislaw dem Orden geschenkt hatten. Unter den Ordenshäusern war das in dem hier „Gostino“ genannten Ort. Bei den Fürsten handelt es sich nach dem Urteil des Historikers Martin Wehrmann um Ratibor I. († 1156) und dessen Sohn Bogislaw von Schlawe, doch kommen auch andere Zuordnungen in Betracht.
Im 19. Jahrhundert war das Dorf eine Domäne der Stadt Kolberg in Hinterpommern, die sie verpachtete. Die Kämmerei Kolbergs hatte die Ortschaft im 14. Jahrhundert vom Abt des Klosters Doberan gekauft. Um 1780 gab es auf der Domäne 16 Bauernhöfe.
Bis zum Ende des Zweiten Weltkriegs gehörte Groß Jestin zum Landkreis Kolberg-Körlin in der preußischen Provinz Pommern. Zur Gemeinde Groß Jestin gehörten neben Groß Jestin die Wohnplätze Gut Groß Jestin, Johannisberg, Karlshof, Kleinbahnhof Groß Jestin, Koppelbruch, Kämitz, Kämitzfeld, Luban, Moltow, Plauenthin, Schneidemühle Eulenberg, Seeberge, Seehof, und Vorwerk Groß Jestin.
Im Mai 1945 wurde die Region von der Roten Armee besetzt. Anschließend wurde die Region zusammen mit ganz Hinterpommern unter polnische Verwaltung gestellt. Die deutsche Bevölkerung wurde in den darauffolgenden Jahren vertrieben.
Am 1. Januar 2011 erhielt Gościno den Status einer Stadt.

### Entwicklung der Einwohnerzahlen
- 1816: 0354 Einwohner[8]
- 1855: 1202 Einwohner[8]
- 1867: 1265 Einwohner[8]
- 1885: 1334 Einwohner[8]
- 1910: 1618 Einwohner[8]
- 1925: 1631 Einwohner[8]
- 1933: 2267 Einwohner in der Landgemeinde, mit den eingemeindeten vormaligen Gutsbezirken Moltow und Plauenthin[8]
- 1939: 2361 Einwohner in der Landgemeinde, mit den eingemeindeten vormaligen Gutsbezirken Moltow und Plauenthin[8]
- 2017: 2473 Einwohner im Stadtgebiet, ohne die weiteren Wohnplätze des Schulzenamtes[1]

### Verkehr
Durch Gościno verläuft die Wojewodschaftsstraße 162 von Drawsko Pomorskie und Świdwin im Süden nach Kołobrzeg im Norden.

### Wirtschaft
Gościno besitzt eine der größten Forstwirtschaften in Polen. Des Weiteren gibt es zwei Apotheken, drei Bäckereien und einen großen Milchverarbeitungsbetrieb (Arla Foods) sowie die Restaurant-Bar Hania.

### Sehenswürdigkeiten

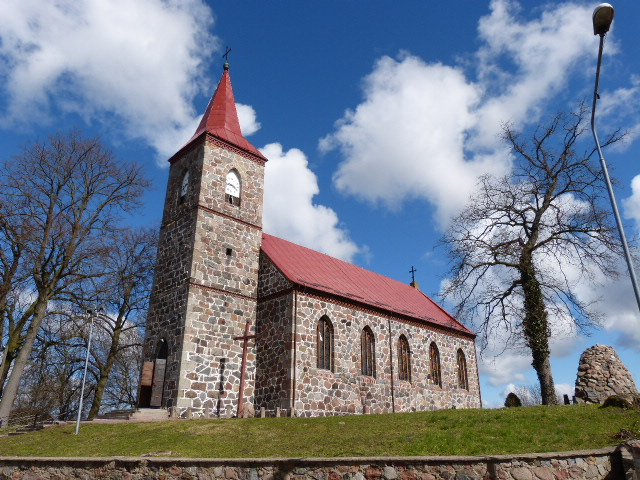
Pfarrkirche von Gościno (Groß Jestin)
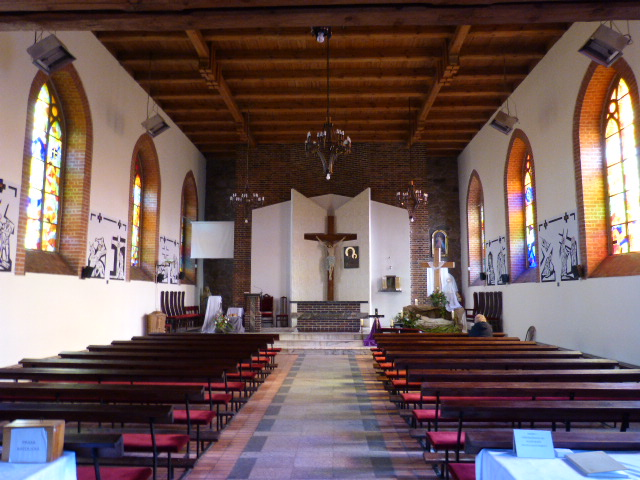
Pfarrkirche, Innenraum
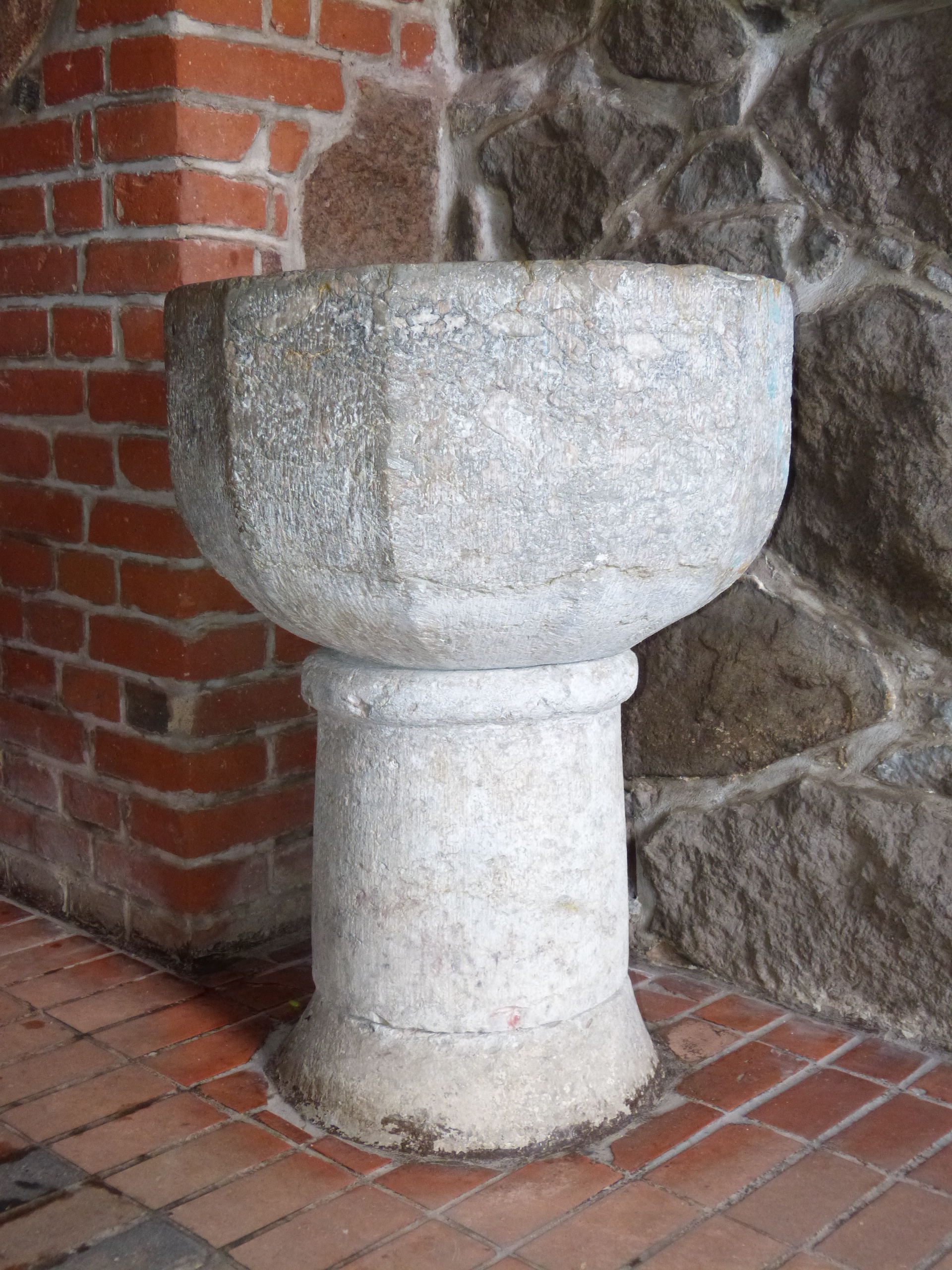
Pfarrkirche, Taufbecken aus dem 12. oder 13. Jahrhundert

Hier ist in erster Linie die (heute  dem polnischen Märtyrer Andreas Bobola gewidmete)  Pfarrkirche von Groß Jestin zu erwähnen. Es handelt sich um einen neogotischen Feldsteinbau aus dem Jahr 1865, der auf den Fundamenten einer früheren hölzernen Dorfkirche errichtet wurde. Der Innenraum ist mit einem kelchförmigen Taufbecken aus dem 12./13. Jahrhundert geschmückt. Das Taufbecken ist eines der seltensten Sakraldenkmale in ganz Westpommern.

### Persönlichkeiten
- Joachim Schardin (1934–1996), Uhrmacher und Kunsthistoriker
- Egon Schultz (1943–1964), Unteroffizier der Grenztruppen der DDR

## Gmina Gościno (Stadt- und Landgemeinde Gościno)

### Allgemeines
Die Stadt- und Landgemeinde Gościno umfasst eine Fläche von 166 km², was 16 Prozent der Fläche des Powiat Kołobrzeski (Kreis Kolberg) ausmacht. Im Gemeindegebiet, zu dem auch die Stadt Gościno gehört, leben mehr als 5000 Menschen.

### Verwaltungsgliederung
Zur Gmina Gościno gehören neben der Stadt Gościno die folgenden Ortsteile (Schulzenämter):
| - Dargocice (Eickstedtswalde) - Karkowo (Karkow) - Mołtowo (Moltow) - Myślino (Moitzlin) - Ołużna (Seefeld) - Pławęcino (Plauenthin) | - Pobłocie Małe (Klein Pobloth) - Ramlewo (Ramelow) - Robuń (Rabuhn) - Wartkowo (Wartekow) - Ząbrowo (Semmerow) |

Weitere Ortschaften
- Gościno-Dwór (Gut Groß Jestin), Jarogniew (Karlshof), Jeziorki (Seehof), Kamica (Kämitz), Kamiczka (Kämitzfeld), Lubkowice (Johannisberg), Sikorzyce (Meisegau), Skronie (Krühne), Wierzbka Dolna (Groß Vorbeck) und Wierzbka Górna (Klein Vorbeck).

Im Gemeindegebiet liegen ferner die ehemaligen Wohnplätze Büchenberg, Emmenthal, Karkower Mühle, Kleinbahnhof Groß Jestin, Luban, Rollborn und Seeberge sowie die Wüstungen Koppelbruch, Neuland, Ramlewko (Vorwerk Ramelow), Schneidemühle Eulenberg und Vorwerk Groß Jestin.

### Nachbargemeinden
Nachbargemeinden von Gościno sind:
- Dygowo (Degow), Kołobrzeg (Kolberg), Rymań (Roman) und Siemyśl (Simötzel) im Powiat Kołobrzeski,
- Karlino (Körlin) im Powiat Białogardzki (Kreis Belgard (Persante))
- Sławoborze (Stolzenberg) im Powiat Świdwiński (Kreis Schivelbein).

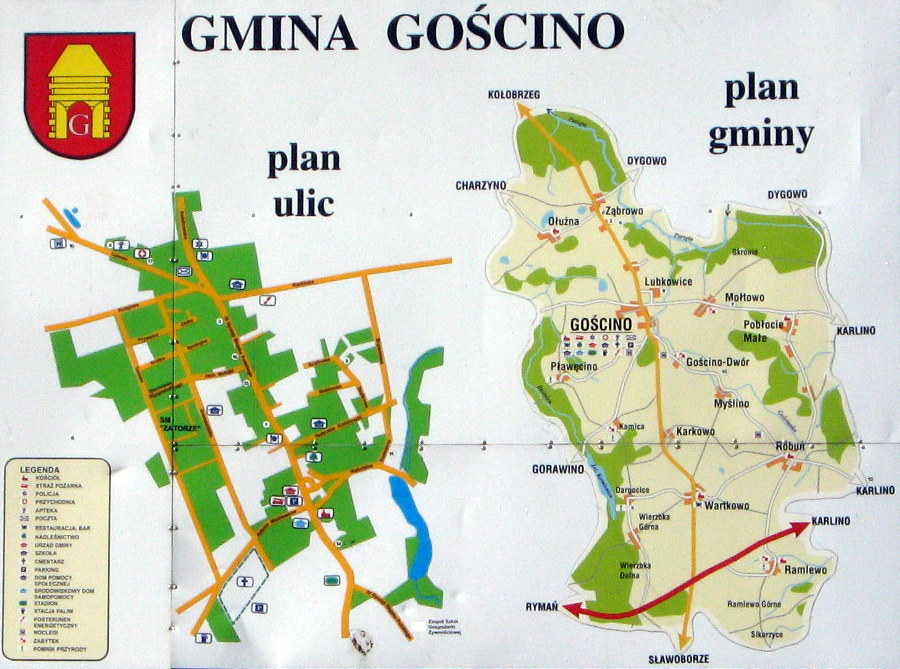
Orts- und Gemeindeplan von Gościno (Groß Jestin)

### Straßenverkehr
Durch das Gemeindegebiet führt in Nord-Süd-Richtung die  Woiwodschaftsstraße 162, die von Kołobrzeg (Kolberg) über Świdwin (Schivelbein) bis nach Drawsko Pomorskie (Dramburg) führt. Im südlichen Gemeindegebiet kreuzt sie die  Landesstraße 6 (ehemalige deutsche Reichsstraße 2, heute auch Europastraße 28), die von Stettin bis nach Danzig reicht. 
Innerhalb der Gemeinde stellt eine Kreisstraße (droga powiatowa) eine Verbindung in die Stadt Karlino (Körlin) nahe Białogard (Belgard (Persante)) her.

### Eisenbahn
Die Gmina Gościno ist nicht direkt an das Bahnnetz der Polnischen Staatsbahn angeschlossen. Die nächstgelegenen Bahnhöfe befinden sich in Kołobrzeg und Karlino.
Vor 1945 führten durch das heutige Gemeindegebiet mehrere Linien der Kolberger Kleinbahn. Vom Zentrum Groß Jestin aus fuhren ab 1895 Kleinbahnzüge nach Kolberg und nach Roman (heute polnisch: Rymań), außerdem nach Stolzenberg (Sławoborze). 1909 wurde eine Kleinbahnlinie nach Groß Pobloth (Pobłocie Wielkie) gebaut, die 1915 bis nach Karlino verlängert wurde.